# 張志棟
張志棟（1648年—1713年），字青樵，號敬修，山東省萊州府昌邑縣（今山東濰坊市昌邑市）人，中國清朝政治人物。

## 生平
康熙十二年（1673年）癸丑科第三甲第八十六名同進士出身。選翰林院庶吉士。康熙十四年（1675年）散館，授陝西道監察御史。康熙二十年（1681年），改河南道御史。康熙二十六年（1687年）擢山西冀寧道。三十年（1691年）三月十五日陞授福建按察使，八月二十三日遷江蘇布政使。三十七年（1698年）十一月三十日擢福建巡撫。康熙三十九年（1700年）十月二十二日改浙江巡撫。康熙四十一年（1702年）正月二十七日改江西巡撫。康熙四十三年（1704年）二月十二日革職。
康熙四十四年（1705年）六月二日，授大理寺卿。隔年離任。康熙四十九年（1710年）四月二十四日復授大理寺卿。康熙五十一年（1712年）：四月二十四日遷刑部右侍郎。康熙五十二年（1713年）：正月二十五日革職。同年卒。  